# Марион (тюрьма)
Исправительная тюрьма «Марион» (USP Marion) — американское исправительное учреждение (бывшая тюрьма супермаксимальной безопасности) близ Мариона в штате Иллинойс. Введена в эксплуатацию в 1963 году с тем, чтобы заменить тюрьму Алькатрас (Сан-Франциско), закрытую в том же году.

## История
Тюрьма Марион стала в 1978 одной из двух тюрем супермаксимальной безопасности, находившихся в ведении федерального бюро тюрем. В 1983 она стала первой в стране «тюрьмой контрольных блоков», где приговорённые отбывали длительные сроки тюремного заключения за насильственные преступления. (Другая подобная тюрьма — ADX Florence в Колорадо). Первоначально тюрьма была построена для содержания пятисот заключённых. В 1968 была принята программа по перевоспитанию под названием Control and Rehabilitation Effort (CARE) (Контроль и Реабилитация). Заключённые, в адрес которых она применялась, получали одиночные камеры и подвергались «групповой терапии», которая включала и психологические сессии. 
В 1975 пятеро заключённых (Маурис Филтон, Артур Манкинс, Майкл Гаргано, Эдвард Роч и Деннис Хантер) вышли через переднюю дверь тюрьмы и убежали. Один из них был электриком и одно время работал с дверными механизмами всех дверей по главному коридору. Он переделал радио в пульт дистанционного управления и с его помощью открыл все двери. Один из беглецов был задержан спустя несколько часов. Двое сдались, когда проголодались. Один достиг Канады, где был арестован и заключён по нескольким обвинениям. 
22 октября 1983 были убиты два тюремных охранника Мерль Е. Клатс (Merle E. Clutts) и Роберт Л. Хоффман (Robert L. Hoffman) в двух не связанных между собой инцидентах. Мерль Клаттс был заколот Томасом Сильверстайном (умер 11 мая 2019 года). В это время тюрьма Марион стала для Федерального бюро тюрем местом содержания самых опасных преступников. Но, несмотря на это, двое заключённых всё же смогли убить своих конвоиров. В связи с этим был введён новый замок для наручников, открывающийся стальным ключом и препятствующий открытию с помощью ножа. Была принята соответствующая процедура безопасности, предписывающая заключённому, спускающемуся в холл, не смотреть по сторонам. Появились отдельные клетки для заключённых. 

В результате этого события тюрьма перешла в категорию тюрем «постоянного заключения» и в конечном итоге была преобразована в «тюрьму контролируемых блоков». С этого времени появилась теория тюрем супермаксимальной меры безопасности, согласно которой, заключённым запрещалось совместно обедать, заниматься и отправлять религиозные обряды. Теория предусматривала пребывание в одиночной камере 22—23 часа ежедневно. Эта практика использовалась как административная мера содержания преступников под контролем. Содержание заключённых в отдельных клетках 23 часа ежедневно без малейших человеческих контактов началось в 1983 и закончилось в 2006, когда тюрьма была реорганизована в связи с переходом в категорию средней безопасности. Число заключённых увеличилось с 383 до 900 человек.

## Тюрьма сейчас
Тюрьма находится приблизительно в девяти милях к югу от Мариона (приблизительно в 330 милях к югу от Чикаго). Большинство её заключённых — лица, осужденные за вооружённые преступления и преступления, связанные с наркотиками. Тюрьма также содержит рабочий лагерь минимальной безопасности.

## Знаменитые заключённые
- Leroy Nicholas «Nicky» Barnes (1933-2012) — бывший наркобарон из Гарлема[6].
- Christopher John Boyce (1953-) — агент советской разведки.
- Ed Brown — (current) New Hampshire который уклонялся от уплаты налогов.
- James Coonan (1946-) — бывший лидер уличной банды «Westies», действовавшей в «адской кухне» (Hell’s Kitchen), Нью-Йорк.
- William Daddano- старший. (1912—1975) — известный управленец среднего звена преступного чикагского синдиката Оутфит (Chicago Outfit)
- John Gotti (1940—2002) — Американский мобстер и глава семьи Гамбино.
- Christopher Jeburk (1975?-) — грабитель банков и беглец из тюрем
- Chevie Kehoe (1973-) — убийца и белый расист.
- Tom Manning — леворадикальный экстремист, боевик организации United Freedom Front.
- Пелтиер, Леонард (1944-) — индейский активист, приговорённый к двум пожизненным срокам за убийство двух агентов ФБР (заключён 1 июня 1977 г. — переведён в 1985 г.)
- Поллард, Джонатан (1954-) — агент израильской разведки
- Pete Rose (1941-) — бейсболист, осуждённый за уклонение от подоходного налога (заключён с 8 августа 1990 по 7 января 1991)
- Nicodemo Scarfo (1929-) — бывший преступный лидер из Филадельфии, переведённый в Марион из Джорджии, со сроком заключения до 2033.
- Томас Сильверстайн (1952-2019) — убийца и лидер организации Арийское братство.
- Уокер, Джон Энтони (1937-2014) — агент советской разведки.
- Бут, Виктор Анатольевич (1967-) — предприниматель, гражданин России.

## Гиперссылка
- USP Marion